# 韋勒奈島
韋勒奈島是斯里蘭卡的島嶼，位於該國北部賈夫納半島對開海域，由北部省的賈夫納區負責管轄，面積36平方公里，最高點海拔高度15米。

## 外部連結
- Velanai Central College
- Velanai Central College OSA CANADA （页面存档备份，存于）
- Velanai community portal （页面存档备份，存于）
- Map of Velanai
- A Visit to Indian Ocean's Kayts Islands （页面存档备份，存于）

9°40′N 79°52′E / 9.667°N 79.867°E